# Genesis Live
| Recensione | Giudizio |
| ---------- | -------- |
| AllMusic   |          |

Genesis Live è il primo album dal vivo del gruppo rock britannico Genesis, pubblicato nel luglio 1973.

## Storia
L'album si compone di cinque brani registrati durante la tournée europea intrapresa dai Genesis all'inizio del 1973 e legata all'album Foxtrot; quattro furono registrati il 25 febbraio alla De Montfort Hall di Leicester e uno solo, The Return of the Giant Hogweed, il giorno prima alla Free Trade Hall di Manchester.
Le registrazioni in questione erano in origine destinate alla trasmissione radiofonica statunitense King Biscuit Flower Hour ma furono poi acquisite dalla Charisma Records appunto per trarne un album dal vivo, malgrado l'iniziativa sul momento non incontrasse il favore del gruppo. La casa discografica puntò su un album singolo a prezzo ridotto, allo scopo di promuovere il gruppo sia in Europa che negli Stati Uniti; esistono tuttavia rare prove di stampa realizzate dalla Philips Records nell'aprile 1973 che contengono il brano Supper's Ready, tratto anch'esso dal concerto di Leicester. Queste lacche – prodotte in pochissime copie e certamente non destinate alla vendita poiché volume e velocità dell'incisione variano all'ascolto – recano i brani distribuiti su quattro facciate di un doppio LP e le cinque tracce della versione definitiva in ordine differente.

## Copertina
La copertina dell'album si componeva di fotografie del gruppo in concerto, scattate da Bob Gruen e Armando Gallo al Rainbow Theatre di Londra il 9 febbraio 1973. Oltre ai crediti, il retro riportava una dedica all'ex road manager e amico personale del gruppo Richard McPhail — che aveva lasciato quel lavoro poco prima della pubblicazione del disco — e un breve racconto di fantasia scritto da Peter Gabriel, concettualmente non legato a nessuno dei testi dei brani ma che richiamava comunque le storie che il cantante dal vivo era solito narrare fra un brano e l'altro.
L'Italia fu l'unico Paese nel quale la prima edizione di Genesis Live uscì con una copertina totalmente diversa che recava sul fronte un primissimo piano di Peter Gabriel con la maschera da fiore indossata durante la sezione Willow Farm del brano Supper's Ready e sul retro una sola foto del gruppo sul palco del Rainbow Theatre. Le successive ristampe italiane si uniformarono a quelle pubblicate nel resto del mondo.

## Accoglienza
Genesis Live fu il primo disco dei Genesis ad entrare fra i primi dieci posti della Official Albums Chart britannica, piazzandosi al nono posto il 12 agosto 1973 e preparando la strada per l'ulteriore progresso di vendite che il gruppo ottenne in patria con il successivo album in studio Selling England by the Pound, pubblicato in settembre.

## Tracce
Testi e musiche di Tony Banks, Phil Collins, Peter Gabriel, Steve Hackett, Mike Rutherford eccetto dove indicato.
Lato A
1. Watcher of the Skies – 8:34
2. Get'em Out by Friday – 9:14
3. The Return of the Giant Hogweed – 8:14

Lato B
1. The Musical Box – 10:56
2. The Knife – 9:47 (Banks, Gabriel, Rutherford, Anthony Phillips)

## Formazione
- Tony Banks - organo, mellotron, piano elettrico, chitarra a 12 corde, cori
- Phil Collins - batteria, percussioni, cori
- Peter Gabriel - voce solista, flauto, grancassa, tamburello
- Steve Hackett - chitarre
- Mike Rutherford - chitarre, basso elettrico, bass pedals, cori

## Classifiche
| Classifica (1973) | Posizione massima |
| ----------------- | ----------------- |
| Italia            | 11                |
| Regno Unito       | 9                 |